# XML Bookmark Exchange Language
XML Bookmark Exchange Language (XBEL) es un estándar abierto basado en XML para compartir URIs de Internet, también conocidos como marcadores (o favoritos en Internet Explorer).
Un ejemplo del uso de XBEL es la aplicación XBELicious, la cual guarda los marcadores Del.icio.us en el formato XBEL. Los navegadores Galeon, Konqueror, Arora y Midori usan XBEL cono el formato para guardar marcadores. El servidor de favoritos SiteBar puede importar y exportar marcadores en el formato XBEL.
XBEL fue creado por XML Special Interest Group "para crear un proyecto divertido e interestante, el cual fue muy útil para demostrar el software de procesamiento XML de Python, que estaba siendo desarrollado al mismo tiempo.
También es usado por Nautilus y gedit del entorno de escritorio GNOME.